# إدوارد هودجز
إدوارد هودجز (بالإنجليزية: Edward Hodges)‏ هو ملحن أمريكي، ولد في 20 يوليو 1796 في برستل في المملكة المتحدة، وتوفي في 1 سبتمبر 1867.

## وصلات خارجية
- إدوارد هودجز على موقع ميوزك برينز (الإنجليزية)
- إدوارد هودجز على موقع ديسكوغز (الإنجليزية)